# みちくさ日和
みちくさ日和（みちくさびより）は、2010年2月3日に発売されたFairlifeの3rdオリジナル・アルバム。

## 概要
前作『パンと羊とラブレター』から約3年振りとなる作品。メロディは2008年には完成しており、楽曲自体も2009年には出来上がっていたが、Fairlifeが映画『食堂かたつむり』の主題歌を担当することになり、その公開に合わせて発売された。その映画主題歌に使用された「旅せよ若人」が先行シングルとしてリリースされた。本作の初回盤は特典DVD付の2枚組である。アルバムの順位としては過去最高の13位を記録した。
アルバム発売後には、浜田省吾、岡野昭仁、我那覇美奈らの参加メンバーによって記念の食事会が開かれたという。
アルバム収録曲の「愛妻日和」が第17回日本プロ音楽録音賞SSL賞を受賞した。

## 収録曲
全作詞：春嵐、全作曲：浜田省吾、全編曲：水谷公生
1. みちくさ feat. 岡野昭仁 from ポルノグラフィティ
2. by bicycle feat. 大橋卓弥 from スキマスイッチ
3. マーメイド feat. 我那覇美奈
4. 旅せよ若人 feat. 岡野昭仁 from ポルノグラフィティ
5. セツナワルツ feat. chie
6. 乱れ雪 feat. CHEMISTRY
7. cookin' girl feat. NUU
8. 浜辺で見つけた宝物 feat. ji ma ma
9. 愛妻日和 feat. 曽我部恵一
10. 太陽 feat. 吉井レイン
11. 野に咲く花 feat. 宮沢和史
12. てがみ feat. 浜田省吾 (album version)

## 演奏
- 浜田省吾
  - Vocal (#12)
  - Background Vocal & Background Vocal Arrangement (#1-5.7.8)
- 水谷公生
  - Programming (#1.4.6.10)
  - Lap Steel (#4)
- 岡野昭仁：Vocal (#1.4)
- 大橋卓弥 ：Vocal (#2)
- 我那覇美奈
  - Vocal (#3)
  - Background Vocal (#1.2.7.8)
- chie：Vocal (#5)
- CHEMISTRY ：Vocal (#6)
- NUU：Vocal (#7)
- ji ma ma：Vocal (#8)
- 曽我部恵一 ：Vocal (#9)
- 吉井レイン：Vocal (#10)
- 宮沢和史 ：Vocal (#11)
- 中村優規
  - Drums (#1.8)
  - Percussion (#1.2.3.7.8)
- 紺野光広：Bass (#1.8.10)
- 河内肇
  - CP300 & Organ (#1)
  - Acoustic Piano (#2.3.4.5.10.12)
- 知念輝行
  - Acoustic Guitar (#1.4.8.10)
  - Electric Guitar (#1.4.8)
- 古村敏比古
  - Tenor & Baritone Sax (#1)
  - Alto Sax (#7)
- 清岡太郎：Trombone (#1)
- 西村浩二：Trumpet (#1)
- 木村万作：Drums (#2.4.7)
- バカボン鈴木
  - Bass (#2.4.7)
  - Wood Bass (#3.5)
- 石成正人
  - Gut Guitar (#2)
  - Acoustic Guitar (#5.7)
  - Electric Guitar (#7)
- 高桑英世、若松純子：Flute (#2)
- 古川昌義
  - Acoustic Guitar (#3)
  - Gut Guitar (#5)
- 弦一徹ストリングス：Strings (#4.6.10)
- 桑山哲也：Accordion (#5.7.10)
- 佐藤潔：Tuba (#7)
- 青山忠：Mandolin, Mandola, Bouzouki (#7)
- 渋井博：Vibraphone, Marimba (#8)
- 村上寛：Drums (#9)
- 加藤真一：Wood Bass (#9)
- 佐藤允彦：Acoustic Piano (#9)
- 平原まこと：Clarinet (#9)
- 芝山洋：English Horn (#11)
- 堀沢真己：Cello (#12)

### 初回限定盤特典DVD
- 「旅せよ若人」 - ミュージック・ビデオ